# Ŋ̏
Cette page contient des caractères spéciaux ou non latins. S’ils s’affichent mal (▯, ?, etc.), consultez la page d’aide Unicode.
Ŋ̏ (minuscule : ŋ̏), ou eng double accent grave, est un graphème utilisé dans l’écriture du dan de l’Est. Il s’agit de la lettre eng diacritée d’un double accent grave.

## Représentations informatiques
L’eng double accent grave peut être représenté avec les caractères Unicode suivants  :
- décomposé (latin étendu B diacritiques)[1],[2]

| formes    | représentations | chaînes de caractères | points de code | descriptions                                                |
| --------- | --------------- | --------------------- | -------------- | ----------------------------------------------------------- |
| capitale  | Ŋ̋               | Ŋ◌̏                    | U+014A U+030F  | lettre majuscule latine eng diacritique double accent grave |
| minuscule | ŋ̋               | ŋ◌̏                    | U+014B U+030F  | lettre minuscule latine eng diacritique double accent grave |